# تشارلز د. روزا
تشارلز د. روزا (بالإنجليزية: Charles D. Rosa)‏ هو فلاح وقاضي وسياسي أمريكي، ولد في 15 سبتمبر 1870، وتوفي في 3 أغسطس 1959. حزبياً، نشط في الحزب الجمهوري. وقد انتخب عضو جمعية ولاية ويسكونسن.